# Kasteel Régis
Het Kasteel Régis (Frans: Château Régis) is een kasteel in de Franse gemeente Marseille (11e arrondissement). Het kasteel is een beschermd historisch monument sinds 1996.